# Szerokonos
Szerokonos (Platyrrhinus) – rodzaj ssaków z podrodziny owocnikowców (Stenodermatinae) w obrębie rodziny liścionosowatych (Phyllostomidae).

## Rozmieszczenie geograficzne
Rodzaj obejmuje gatunki występujące od Meksyku przez Ameryce Centralnej do Ameryki Południowej.

## Morfologia
Długość ciała 51–105 mm, długość ucha 12–25 mm, długość tylnej stopy 7–18 mm, długość przedramienia 35–63 mm; masa ciała 10–68 g.

## Systematyka
Rodzaj zdefiniował w 1860 roku szwajcarski entomolog i mineralog Henri de Saussure w artykule zatytułowanym Uwagi na temat niektórych ssaków Meksyku, opublikowanym na łamach „Revue et Magasin de Zoologie pure et Appliquée”. Saussure nie wskazał gatunku typowego; Gatunkiem typowym jest (późniejsze oznaczenie) szerokonos białopręgi (P. lineatus).

### Etymologia
- Platyrrhinus: gr. ρλατύρρις platyrris, ρλατύρρινος platyrrinos ‘szerokonosy, o szerokim nosie’, od πλατυς platus ‘szeroki’; ῥις rhis, ῥινος rhinos ‘nos’[10].
- Vampyrops (Vampirops, Vamryrops): rodzaj Vampyrus Leach, 1821 (widmowiec); ωψ ōps, ωπος ōpos ‘wygląd, oblicze’[11].

### Podział systematyczny
Do rodzaju należą następujące gatunki:
| Grafika | Gatunek                     | Autor i rok opisu                            | Nazwa zwyczajowa          | Podgatunki         | Rozmieszczenie geograficzne | Podstawowe wymiary                                           | Status IUCN |
| ------- | --------------------------- | -------------------------------------------- | ------------------------- | ------------------ | --- | ------------------------------------------------------------ | ----------- |
|         | Platyrrhinus lineatus       | (É. Geoffroy Saint-Hilaire, 1810)            | szerokonos białopręgi     | gatunek monotypowy | wschodnia, środkowak i południowa Brazylia, północna i wschodnia Boliwia, Paragwaj, północny Urugwaj i północno-wschodnia Argentyna, rozłączne populacje w południowym Surinamie i Gujanie Francuskiej; zakres wysokości: 100–1000 m n.p.m. | DC: 6–7,8 cm DO: bezogonowy DP: 4,3–5 cm MC: 18–28 g         | LC          |
|         | Platyrrhinus brachycephalus | (Rouk & D.C. Carter, 1972)                   | szerokonos krótkogłowy    | 2 podgatunki       | Nizina Amazonki w Kolumbii, Ekwadorze, Peru, Brazylii i Boliwii, rozłączne populacje w północno-wschodniej Wenezueli i regionie Gujana; zakres wysokości: 100–700 m n.p.m.                                                                  | DC: 5,4–6,2 cm DO: bezogonowy DP: 3,6–4,1 cm MC: 12,1–13,9 g | LC          |
|         | Platyrrhinus helleri        | (W.C.H. Peters, 1866)                        | szerokonos owocożerny     | gatunek monotypowy | południowy Meksyk (od Oaxaca i Veracruz) na południe, za wyjątkiem północnego półwyspu Jukatan), do zachodniej i północnej Kolumbii, północno-zachodniej i północnej Wnenzueli i zachodniego Ekwadoru; zakres wysokości: do 1500 m n.p.m.   | DC: 5,5–6,5 cm DO: bezogonowy DP: 3,7–4,1 cm MC: 11–21 g     | LC          |
|         | Platyrrhinus matapalensis   | Velazco, 2005                                | szerokonos ekwadorski     | gatunek monotypowy | zachodnie zobacz Andów w zachodnim Ekwadorze (od Esmeraldas do Loi); zakres wysokości: 50–680 m n.p.m. | DC: 5,6–6,5 cm DO: bezogonowy DP: 3,7–3,9 cm MC: 16–20 g     | NT          |
|         | Platyrrhinus recifinus      | (O. Thomas, 1901)                            | szerokonos brazylijski    | gatunek monotypowy | endemit Brazylii: od Ceará ma południe do São Paulo i Parany | DC: 5,7–6,3 cm DO: bezogonowy DP: 3,6–4,1 cm MC: 14–19 g     | LC          |
|         | Platyrrhinus guianensis     | Velazco & B.K. Lim, 2014                     |                           | gatunek monotypowy | znany z Wyżyny Gujańskiej w Gujanie i Surinamie; zakres wysokości: poniżej 500 m n.p.m. | DC: 5,4–5,9 cm DO: bezogonowy DP: 3,7–4,1 cm MC: 12–15 g     | NE          |
|         | Platyrrhinus incarum        | (O. Thomas, 1912)                            |                           | gatunek monotypowy | południowo-wschodnia Kolumbia, amazońska Brazylia, region Gujana, wschodni Ekwador, wschodnie Peru oraz północna i środkowa Boliwia; zakres wysokości: poniżej 1200 m n.p.m.                                                                | DC: 5,1–6,3 cm DO: bezogonowy DP: 3,5–4,1 cm MC: 10–18 g     | LC          |
|         | Platyrrhinus angustirostris | Velazco, A.L. Gardner & B.D. Patterson, 2010 | szerokonos smukłonosy     | gatunek monotypowy | Kolumbia, Wenezuela, wschodni Ekwador, północne Peru i środkowa Brazylia; zakres wysokości: 150–1300 m n.p.m. | DC: 5,2–5,8 cm DO: bezogonowy DP: 3,5–3,9 cm MC: około 13 g  | LC          |
|         | Platyrrhinus fusciventris   | Velazco, A.L. Gardner & B.D. Patterson, 2010 | szerokonos brązowobrzuchy | gatunek monotypowy | południowa i wschodnia Wenezuela, Trynidad i Tobago (Trynidad), region Gujana, północna Brazylia, wschodni Ekwador oraz północno-wschodnie Peru; zakres wysokości: 50–350 m n.p.m.                                                          | DC: 5,3–6,4 cm DO: bezogonowy DP: 3,5–4,2 cm MC: 10–17 g     | LC          |
|         | Platyrrhinus albericoi      | Velazco, 2005                                | szerokonos inkaski        | gatunek monotypowy | północna i zachodnia Wenezuela, Kolumbia, Ekwador, wschodnie Paru oraz północna Boliwia; zakres wysokości: 450–3220 m n.p.m. | DC: 9–10 cm DO: bezogonowy DP: 5,7–6,3 cm MC: 55–68 g        | LC          |
|         | Platyrrhinus vittatus       | (W.C.H. Peters, 1860)                        | szerokonos przepasany     | gatunek monotypowy | Kostaryka, Panama, północna i zachodnia Kolumbia, północna Wnezuela oraz północno-zachodni Ekwador; zakres wysokości: 900–2000 m n.p.m. | DC: około 10 cm DO: bezogonowy DP: 5,7–6,2 cm MC: 60–65 g    | LC          |
|         | Platyrrhinus dorsalis       | (O. Thomas, 1900)                            | szerokonos stokowy        | gatunek monotypowy | andyjskie zbocza w Kolumbii i Ekwadorze; zakres wysokości: 150–2200 m n.p.m. | DC: 7,1–8 cm DO: bezogonowy DP: 4,6–5 cm MC: 30–40 g         | LC          |
|         | Platyrrhinus infuscus       | (W.C.H. Peters, 1880)                        | szerokonos płowy          | gatunek monotypowy | Kolumbia, wschodni Ekwador, wschodnie Peru, północno-zachodnia Brazylia i Boliwia; zakres wysokości: 180–2200 m n.p.m. | DC: 7,7–10,5 cm DO: bezogonowy DP: 5,5–6,1 cm MC: 36–59 g    | LC          |
|         | Platyrrhinus aquilius       | Handley & Ferris, 1972                       |                           | gatunek monotypowy | endemit Panamy; Cerro Malí i Cerro Pirre (Darién); prawdopodobnie w pobliżu północno-zachodniego Chocó (Kolumbia); zakres wysokości: 1250–1435 m n.p.m.                                                                                     | DC: 7–7,8 cm DO: bezogonowy DP: 4,5–4,7 cm MC: 16–20 g       | NE          |
|         | Platyrrhinus aurarius       | (Handley & Ferris, 1972)                     | szerokonos złoty          | gatunek monotypowy | południowa Wenezuela, zachodnio-środkowa Gujana oraz odległe góry w środkowym Surinamie i północnej Brazylii; zakres wysokości: 400–2100 m n.p.m.                                                                                           | DC: 7,1–8,4 cm DO: bezogonowy DP: 4,9–5,6 cm MC: 24–48 g     | LC          |
|         | Platyrrhinus ismaeli        | Velazco, 2005                                | szerokonos amazoński      | gatunek monotypowy | andyjskie zbocza w południowo-zachodniej Kolumbii, Ekwadorze i półnoicno-środkowym Peru; zakres wysokości: 1230–2950 m n.p.m. | DC: 7,9–8,4 cm DO: bezogonowy DP: 5,2–5,6 cm MC: 30–40 g     | NT          |
|         | Platyrrhinus masu           | Velazco, 2005                                | szerokonos peruwiański    | gatunek monotypowy | wschodnie zbocza Andów od środkowego Peru do zachodniej Boliwii; zakres wysokości: 650–3550 m n.p.m. | DC: 7–8,2 cm DO: bezogonowy DP: 4,5–5,1 cm MC: 23–33 g       | LC          |
|         | Platyrrhinus umbratus       | (Lyon, 1902)                                 | szerokonos mroczny        | gatunek monotypowy | północna Kolumbia oraz północna i zachodnia Wenezuela na południe przez Ekwador i Peru do środkowej Boliwii; zakres wysokości: 400–3150 m n.p.m.                                                                                            | DC: 6–7,4 cm DO: bezogonowy DP: 4–4,8 cm MC: 19–30 g         | DD          |
|         | Platyrrhinus nitelinea      | Velazco & A.L. Gardner, 2009                 | szerokonos kolumbijski    | gatunek monotypowy | zachodnia Kolumbia (Chocó, Valle del Cauca i Nariño) i północno-zachodni Ekwador (Guayas i El Oro); zakres wysokości: 10–1100 m n.p.m. | DC: 8,4–9 cm DO: bezogonowy DP: 5,3–5,8 cm MC: brak danych   | DD          |

Kategorie IUCN:  LC  – gatunek najmniejszej troski,  NT  – gatunek bliski zagrożenia,  DD  – gatunki o nieokreślonym stopniu zagrożenia;  NE  – gatunki niepoddane jeszcze ocenie.